# دوري كرة القدم الغربي 1932–33
دوري كرة القدم الغربي 1932–33 (بالإنجليزية: 1932–33 Western Football League)‏ هو موسم من دوري كرة القدم الغربي ‏. فاز فيه نادي إكزتر سيتي.